# 라미아 빈트 마즈드 알 사우드
라미아 빈트 마즈드 알 사우드(아랍어: لمياء بنت ماجد آل سعود, 영어: Lamia bint Majid Al Saud)는 사우디 왕가의 공주로 현재 자선단체 알왈리드 필랜스로피의 사무총장을 역임하고 있다.

## 전기
라미아 공주는 사우드 빈 압둘아지즈 알사우드 국왕의 아들인 마제드 빈 사우드 왕자의 딸이다. 2001년 이집트 카이로의 미스르 국제대학교에서 홍보 마케팅 학사 학위를 취득하며 졸업하였다. 2003년 사다 알 아랍 (Sada Al Arab)이라는 출판사를 차려 3개의 잡지를 창간하였다. 2010년에는 소설 〈아이와 피〉 (Children & Blood)를 출간하여, 중동의 명예살인과 여성권리 문제를 다루었다.
2016년 사우디 자선단체 알왈리드 필랜스로피 (Alwaleed Philanthropies)의 사무총장으로 임명되었다. 과거에는 미디어 커뮤니케이션 부서의 총괄매니저를 역임하고 있었다.
2019년 9월 프랑스 파리 루브르 박물관의 새 전시관인 이슬람 미술관 개관식에 참석하였다.
2020년 '지속 가능한 도시화' (sustainable urbanisation) 특임으로 유엔 해비타트 친선 대사로 임명되었다.

## 수훈
- 라오스 부통령 판캄 비파반으로부터 명예 메달 수훈 (2017년)[8][2]
- 올해의 아랍 여성상 자선사업 부문 공로상 (2017년)[8]
- 세계 스카우트 재단 배든파웰 펠로우십 (2018년)[8]
- 아랍사회책임위원회 선정 가장 영향력 있는 인물 (2021년)[10]

## 참고문헌
1. ↑  “HRH Princess Lamia Bint Majed Al Saud appointed as UN-Habitat Regional Goodwill Ambassador for Arab States | UN-Habitat”. 《unhabitat.org》. 2022년 8월 19일에 확인함.
2. 1 2 3 4  “HRH Princess Lamia Bint Majed Saud AlSaud”. 《Concordia》 (미국 영어). 2021년 12월 19일에 확인함.
3. ↑  “The empowering Saudi princess who's made it her life's mission to give back”. 《Emirates Woman》 (영어). 2020년 9월 10일. 2021년 12월 19일에 확인함.
4. ↑  “HRH Princess Lamia Bint Majed Saud AlSaud | The Business of Philanthropy”. 《www.businessofphilanthropy.org》 (영어). 2021년 12월 19일에 확인함.
5. ↑  Soubrouillard, Régis; Conesa, Pierre; Haoues, Seniguer; Farhat, Sofia Karampali (2021년 4월 21일). 《Le Lobby saoudien en France》 (프랑스어). Denoël. ISBN 978-2-207-16065-7.
6. ↑  “HRH Princess Lamia bint Majed AlSaud | HuffPost”. 《www.huffpost.com》 (영어). 2021년 12월 19일에 확인함.
7. ↑  “Saudi Arabia's Princess Lamia has Unveiled a New Islamic Art Space at the Louvre in Paris”. 《Vogue Arabia》 (영국 영어). 2019년 9월 11일. 2021년 12월 19일에 확인함.
8. 1 2 3 4  “Human First.”. 《alwaleedphilanthropies.org》 (영어). 2021년 12월 19일에 확인함.
9. ↑  “HRH Princess Lamia Bint Majed Al Saud appointed UN-Habitat Regional Goodwill Ambassador for Arab States | United Nations in Saudi Arabia”. 《saudiarabia.un.org》 (영어). 2021년 12월 19일에 확인함.[깨진 링크]
10. ↑  “"لمياء بنت ماجد" تفوز بجائزة الشخصية الأكثر تأثيرًا في مجال العمل الخيري التنموي”. 《صحيفة سبق الالكترونية》 (아랍어). 2021년 11월 16일.